# ボルボ・V90
V90（Volvo V90）

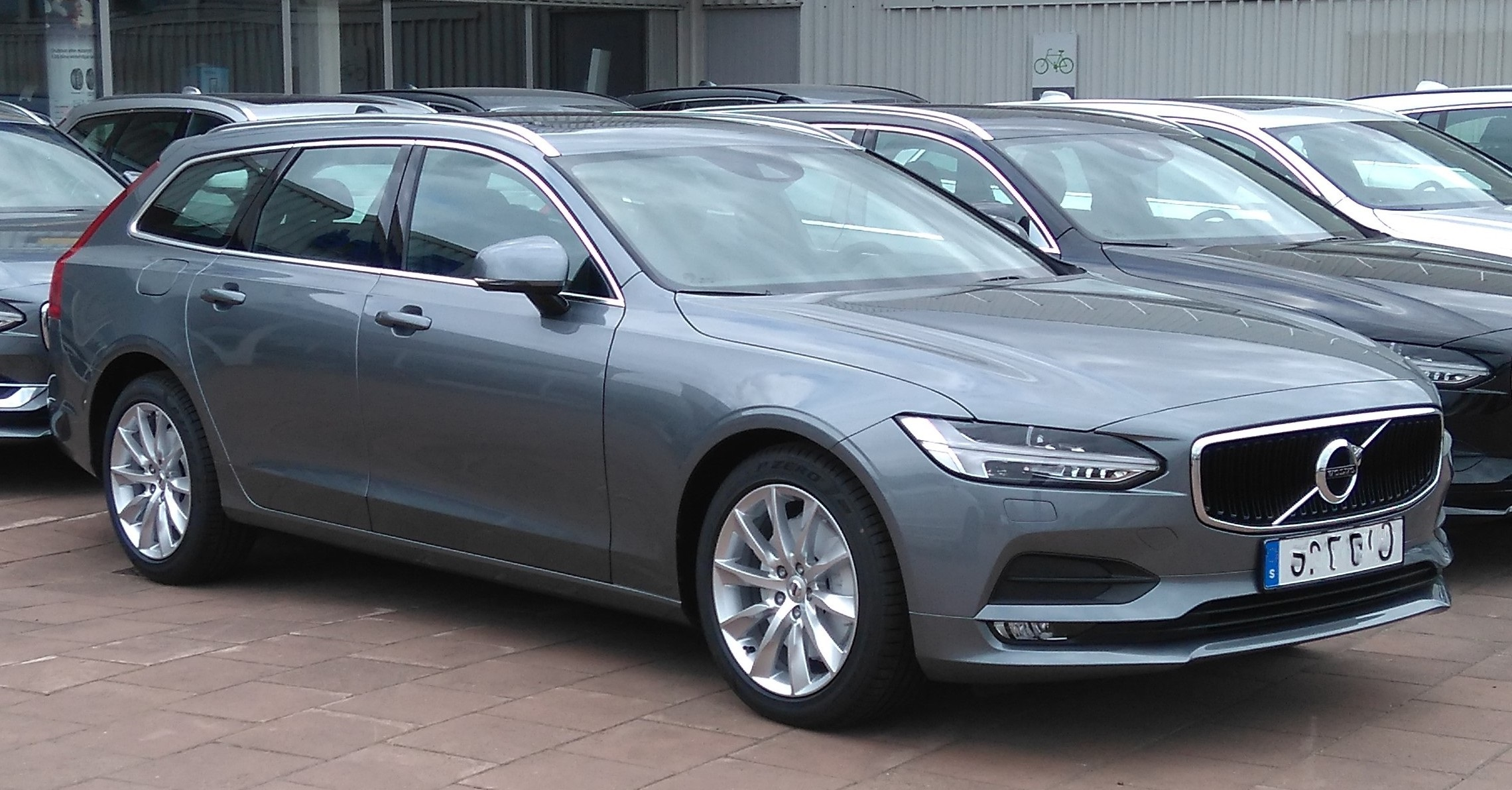
V90S (SPA)

は、スウェーデンの自動車メーカー、ボルボ・カーズが製造・販売しているステーションワゴンである。

## 初代
ボルボ・900シリーズの後継にあたるが、実質はマイナーチェンジであり内外装とも変化は少ない。ボルボらしい直線基調のスクエアなデザインが継承され、内装は木目パネルやパワーシート、本革シートも用意された。ボルボは当初から安全性を追求しており、エアバッグは運転席・助手席用に加えサイドエアバッグも装備する。初代V90の製造販売期間は、1996年から1998年までの2年間のみである。
日本における発売年月と期間は、1997年2月から1998年12月までである。エンジンラインナップは2.5Lと2.9L直列エンジンで、10・15モード燃費はそれぞれ7.1km/Lとなっている。97年2月発売モデルの新車価格は550万円から600万円である。

## 2代目
2017年2月、V70の後継車種として20年ぶりに車名を復活し、SUVモデルのボルボ・XC90のデザインを踏襲して作られた。
デザインは新世代ボルボを象徴させるトールハンマーをモチーフにしたデイタイム・ランニング・ライト、テールゲートに回り込まされたリアコンビネーションランプなど精悍である。Dピラーを寝かせたデザインで、実際より長くゆったりと見える。
SPAを軸にパワートレーンは最新世代Drive-Eに則り、共通仕様である2L直列4気筒DOHCを採る。日本仕様は過給圧などの違いによりガソリンエンジンの「T5 (FF)」「T6 (4WD)」、ディーゼルエンジンの「D4 (FF)」、プラグインハイブリッドの「T8 Twin Engine (4WD)」をラインナップする。出力はそれぞれ、T5が254ps/350Nm、T6が310ps/400Nm、D4が190ps/400Nmである。
ドライバーサポートシステムは、16種類以上の先進安全・運転支援機能IntelliSafe（インテリセーフ）を標準装備する。